# Gabolshausen
Gabolshausenist ein Gemeindeteil der Stadt Bad Königshofen im Grabfeld im unterfränkischen Landkreis Rhön-Grabfeld in Bayern.

## Geografie
Das Kirchdorf liegt im Naturpark Haßberge.

## Geschichte
1234 verkaufte Graf Otto von Botenlauben dem Hochstift Würzburg die ehemals zwei Dörfer bildenden, jetzt zu einem verbundenen Ort „Gebolshusin et Hagin“. Der Ortsname leitet sich von den Häusern des Gebolt ab.
Ab 1245 war Gabolshausen Teil der „Neuen Herrschaft Henneberg“ unter Hermann I. von Henneberg-Coburg, welche 1291 unter der Bezeichnung „Pflege Coburg“ an den askanischen Mitregenten Markgraf Otto den Langen von Brandenburg zu Salzwedel († 1308) fiel. 1317 kam der Ort als Teil der „Neuen Herrschaft Henneberg“ an die Grafschaft Henneberg-Schleusingen und wurde dem Amt Heldburg angegliedert. Durch zwei Erbteilungen der Schleusinger Linie in den Jahren 1347 und 1353 fiel der Ort an Graf Eberhard II. von Württemberg. Dieser verkaufte Gabolshausen 1354 an das Hochstift Würzburg. Seitdem war der Ort Bestandteil des würzburgischen Amts Königshofen, welches im 15. Jahrhundert zeitweise an die Linie Henneberg-Aschach verpfändet war.
1803 wurde Gabolshausen zugunsten Bayerns säkularisiert, dann im Frieden von Preßburg 1805 Erzherzog Ferdinand von Toskana zur Bildung des Großherzogtums Würzburg überlassen, mit welchem es 1814 endgültig an Bayern fiel. Im Zuge der Verwaltungsreformen in Bayern entstand mit dem Gemeindeedikt von 1818 die heutige Gemeinde.
Am 1. Januar 1972 wurde Gabolshausen im Zuge der Gebietsreform in Bayern in die Stadt Bad Königshofen im Grabfeld eingegliedert.

## Baudenkmäler

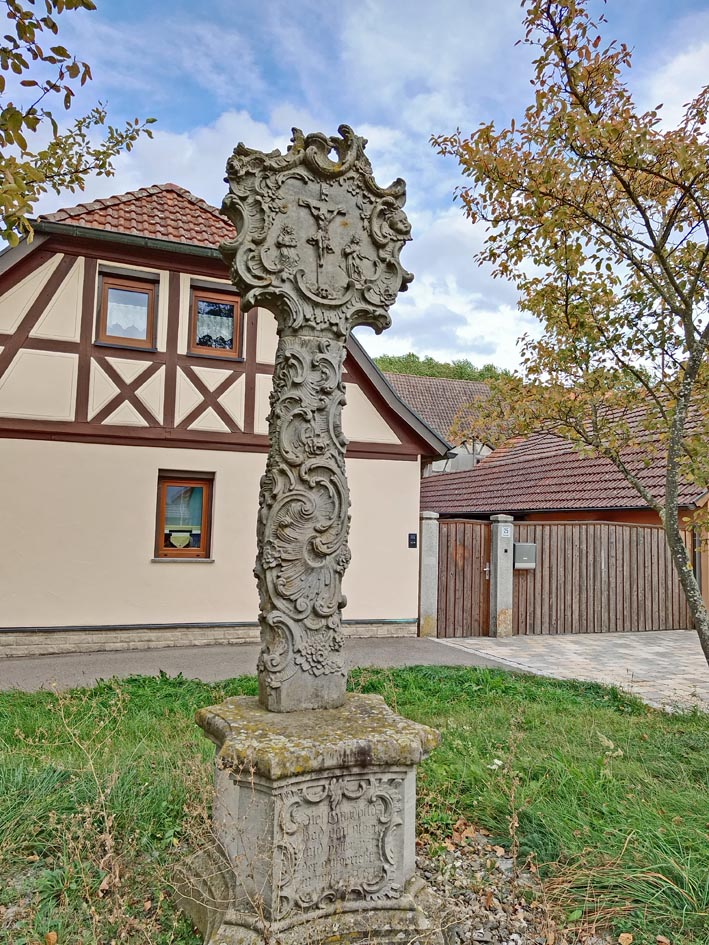
Bildstock (Rokoko) von Karl Albert

In der Liste der Baudenkmäler in Bad Königshofen im Grabfeld sind für Gabolshausen 11 Baudenkmale aufgeführt. 1598 wurde über die beiden Torhäuser von Gabolshausen berichtet: „… sind sehr alt. Niemand weiß, wann sie gebaut!“ Eines der beiden der ehemaligen Dorfbefestigung dienenden Torhäuser steht noch am Westausgang des Dorfes.
1767 schuf der Hofheimer Bildhauer Karl Albert den in der Ortsmitte stehenden Rokokobildstock. Er gilt als die schönste Rokokoarbeit in Franken. Das Original wurde im Würzburger Diözesan-Museum ausgestellt und steht nun im Treffpunkt Grabfeld, in der Schranne in Bad Königshofen, wo auch das Archäologiemuseum Bad Königshofen und das Museum für Grenzgänger untergebracht sind.

## Bodendenkmäler
- Liste der Bodendenkmäler in Bad Königshofen im Grabfeld#Gemarkung Gabolshausen

## Religion
Gabolshausen, das schon seit alter Zeit Filiale der Pfarrei Untereßfeld ist, besaß einstmals eine Kirchenburg. Die romanische Dorfkirche wurde unter Bischof Julius Echter von Mespelbrunn um 1600 erweitert. 1910 wurde die uralte Kirche abgebrochen und eine neugotische Kirche erbaut.

## Persönlichkeiten
- Karl Albert (* 1743 in Gabolshausen; † 1819 bei Rügheim), Bildhauer